# Landslide
Landslide is een nummer van de Brits-Amerikaanse band Fleetwood Mac. Het nummer werd uitgebracht als de achtste track op hun naar de band genoemde album uit 1975.

## Achtergrond
Stevie Nicks schreef Landslide toen ze twijfelde om terug naar school te gaan of professioneel muzikant te worden met haar vriend Lindsey Buckingham. Hun album Buckingham Nicks werd niet meer gepromoot en hun relatie begon scheuren te vertonen. Ze schreef het nummer in Aspen, Colorado in een woonkamer. Hierover vertelde ze: "Ik keek naar de Rocky Mountains, nadenkend over de lawine bestaande uit alles dat over ons heen kwam... op dat moment voelde mijn leven echt als een aardverschuiving op vele manieren." Nicks en Buckingham zijn de enige bandleden die op het nummer te horen zijn als respectievelijk zangeres en gitarist.
Het nummer is een van de meest gespeelde nummers tijdens Fleetwood Mac-concerten. Nicks zong het op elke Fleetwood Mac-tournee sinds ze bij de band kwam (met uitzondering van de tournee die volgde op het album Tango in the Night) en zingt het tijdens soloconcerten vanaf 2005. Tijdens televisieprogramma's zingt ze het nummer vaak samen met haar solohit Stand Back.
In 1998 werd een liveversie van het nummer uitgebracht als single van het live reünie-album The Dance. Deze versie bereikte de 51e plaats in de Verenigde Staten.
Het nummer werd onder meer gecoverd door The Smashing Pumpkins, Dixie Chicks, Tori Amos, Miley Cyrus, Paramore, John Frusciante, Venice, Bush, Lady Antebellum, The Petersens en Harry Styles (in duet met Nicks), en werd gezongen tijdens een aflevering van Glee. Het nummer komt voor in het videospel Rock Band 3 en is te horen in de televisieseries South Park, Cold Case, Alias en This Is Us en de films Jack Frost en Jersey Girl. Daarnaast is het nummer geparodieerd in Saturday Night Live en kwam het voor in een televisiereclame voor Budweiser.

## NPO Radio 2 Top 2000
| Nummer met noteringen in de NPO Radio 2 Top 2000 | '15  | '16 | '17 | '18 | '19 | '20 | '21 | '22 | '23 | '24 |
| ------------------------------------------------ | ---- | --- | --- | --- | --- | --- | --- | --- | --- | --- |
| Landslide                                        | 1625 | 677 | 538 | 500 | 424 | 326 | 325 | 220 | 231 | 223 |

1. ↑  Een vetgedrukt getal geeft de hoogste notering aan.
2. ↑  2015 was het eerste jaar met een notering voor dit nummer.